# Празеодимдииридий
Празеодимдииридий — бинарное неорганическое соединение
празеодима и иридия
с формулой Ir2Pr,
кристаллы.

## Получение
- Сплавление стехиометрических количеств чистых веществ:

{\displaystyle {\mathsf {Pr+2Ir\ {\xrightarrow {2400^{o}C}}\ Ir_{2}Pr}}}

## Физические свойства
Празеодимдииридий образует кристаллы
кубической сингонии,
пространственная группа F d3m,
параметры ячейки a = 0,7621 нм, Z = 8,
структура типа магнийдимеди Cu2Mg (фаза Лавеса).
Соединение конгруэнтно плавится при температуре ~2400 °C.
При температуре 15 К переходит в ферромагнитное состояние.